# Епархия Тандага
Епархия Тандага (лат. Dioecesis Tandagensis) — епархия Римско-Католической церкви с центром в городе Тандаг, Филиппины. Епархия Тандага входит в митрополию Кагаян-де-Оро. Кафедральным собором епархии Тандага является церковь святого Николая из Толентино.

## История
9 декабря 1978 года Римский папа Иоанн Павел II выпустил буллу Quo plenius, которой учредил епархию Тандага, выделив её из епархии Суригао.

## Ординарии епархии
- епископ Ireneo A. Amantillo (6.09.1978 — 18.10.2001);
- епископ Nereo P. Odchimar (18.10.2001 — 26.02.2018);
- епископ Raul B. Dael (26.02.2018 — наст. время).

## Источник
- Annuario Pontificio, Libreria Editrice Vaticana, Città del Vaticano, 2003, ISBN 88-209-7422-3
- Булла Quo plenius  (лат.)